# TIA1
TIA1 è una proteina che lega la regione non tradotta al 3' (3' UTR) dell'mRNA. Nello specifico, lega la sequenza 5'TOP presente nella classe dei 5'TOP mRNA. È associata alla morte cellulare programmata (apoptosi) e regola lo splicing alternativo del gene che codifica per il recettore Fas, una proteina promotrice dell'apoptosi. In condizioni di stress, TIA1 va a localizzarsi in conglomerati cellulari di RNA-proteina chiamati granuli da stress (stress granules).
Le mutazioni nel gene TIA1 sono state associate alla sclerosi laterale amiotrofica (SLA), alla demenza frontotemporale e alla miopatia distale di Welander.